# Piper sapitense
Piper sapitense är en pepparväxtart som beskrevs av C. Dc.. Piper sapitense ingår i släktet Piper och familjen pepparväxter. Inga underarter finns listade i Catalogue of Life.